# Оберхофнер, Уте
Уте Оберхофнер (нем. Ute Oberhoffner; девичья фамилия Вайс, 15 сентября 1961, Ильменау, ГДР) — немецкая саночница, выступавшая за сборную ГДР в 1980-е годы. Принимала участие в двух зимних Олимпийских играх, на соревнованиях 1984 года в Сараево выиграла бронзу, а на турнире 1988 года в Калгари взяла серебро — обе медали в программе женских одиночных заездов.
Уте Оберхофнер является обладательницей четырёх наград чемпионатов мира, в её послужном списке одна серебряная медаль (смешанные команды: 1989) и три бронзовые (одиночные заезды: 1983, 1987, 1989). Трижды спортсменка получала подиум чемпионатов Европы, в том числе один раз была первой (одиночные заезды: 1988), один раз второй (смешанные команды: 1988) и один раз третьей (одиночные заезды: 1983). Дважды выигрывала общий зачёт Кубка мира, в сезонах 1982—1983 и 1988—1989.
По окончании карьеры профессиональной спортсменки Оберхофнер стала учителем в школе своего родного города Ильменау, в 2003 году была признана почётной его жительницей. Замужем за саночником Берндом Оберхофнером, чемпионом Европы 1979 года.